# Eustrotia pulmona
Eustrotia pulmona är en fjärilsart som beskrevs av Dyar 1913. Eustrotia pulmona ingår i släktet Eustrotia och familjen nattflyn. Inga underarter finns listade i Catalogue of Life.